# Hans-Peter Häfner
Hans-Peter Häfner (* 3. April 1938 in Schmalkalden) ist ein deutscher Politiker (DDR-CDU, ab 1990 CDU).
Häfner besuchte die Grund- und Oberschule in Schmalkalden. Nach seinem Abitur folgten ein Vorpraktikum und ein Studium im Bergbau an der Bergakademie Freiberg. Häfner erwarb den Titel des Diplom-Ingenieurs für Bergbau-Tiefbau und promovierte zum Dr. ing. Daraufhin war er im Untertage-Kalibergbau im Kalikombinat Werra tätig. Seit 1990 gehörte er der Synode der Evangelisch-Lutherischen Kirche Thüringen an.
Häfner trat 1972 in die DDR-Blockpartei CDU ein, nachdem er bereits 1970 Stadtrat in Vacha geworden war. Diesem gehörte er bis 1977 an. Im Dezember 1989 wurde er stellvertretender Bürgermeister von Vacha, im Jahr darauf stellvertretender Kreisvorsitzender im Kreis Bad Salzungen. Ebenfalls 1990 war er Mitglied der letzten Volkskammer und gehörte nach der Wiedervereinigung dem Thüringer Landtag bis 1999 an. 1994 wurde er in den Kreistag des Wartburgkreises gewählt. Bis 2009 war er für die CDU Vorsitzender des Stadtverbands Vacha sowie Mitglied des Stadtrats und des Kreistags.